# Teritorialita soudních exekutorů
Teritorialita soudních exekutorů je populární název pro stanovení místní příslušnosti exekutorů a jejich úřadů při výkonu exekucí. Soudní exekutoři, jako úřední osoby, na které stát převedl část své pravomoci v oblasti výkonu soudních a dalších rozhodnutí, jsou rovnoměrně pověřováni provedením exekuce v určitém obvodu, ve kterém sídlí jejich úřad.
Ve většině evropských států je místní příslušnost soudních exekutorů zavedena. Výjimkami jsou Albánie, Česko a Nizozemsko. V České republice exekuci provede ten exekutor, kterého označí v exekučním návrhu oprávněný. To znamená, že každý soudní exekutor je místně příslušný pro celé území České republiky (na rozdíl od exekučního soudu). Věřitel si tak může vybrat kteréhokoli ze všech soudních exekutorů, mezi nimiž panuje hospodářská soutěž.

## Systém vymáhání pohledávek v České republice
Exekuce, jakožto nucený výkon rozhodnutí, mohou provádět především buď přímo soudy (v případě výkonu rozhodnutí prodejem movitých věcí svými soudními vykonavateli) nebo soudní exekutoři, kteří jsou i přes svůj název svobodným povoláním. Některé zvláštní exekuce svých vlastních rozhodnutí mohou provádět také finanční nebo jiné správní orgány. Soudní exekutoři byli zvláštním zákonem zavedeni v roce 2001 a na počátku roku 2015 bylo celkem 159 aktivních exekutorských úřadů. Už od počátku svou činnost vyvíjí podnikatelským způsobem, přičemž nejsou, na rozdíl od např. notářů, kteří jsou jako tzv. soudní komisaři pověřováni provedením úkonů v pozůstalostním řízení (v roce 2019 jich působilo celkem 434), nijak územně omezeni. Exekuce tak mohou provádět na celém území státu. Tato skutečnost spolu s tím, že příslušného exekutora si vybírá sám oprávněný (věřitel), vedla postupem času k tomu, že některé exekutorské úřady se staly velkými s desítkami vlastních zaměstnanců a vyřizující desetitisíce exekucí ročně, zatímco jiné malými, které jsou pověřovány provedením jen několika set exekucí za rok.
Jedním z argumentů pro zavedení teritoriality byla také potřeba eliminovat zatížení povinného cestovními náklady, které musel hradit v případě, že exekuci měl provádět exekutor z druhého konce republiky. Novelou provedenou zákonem č. 396/2012 Sb. s účinností od 1. ledna 2013 nicméně došlo k zastropování cestovních nákladů a náhrady za ztrátu času, které hradí povinný (nejvýše 1500 Kč na jednu cestu na jízdném a 500 Kč na ztrátě času), a to tak, aby odpovídaly nejvýše nákladům na cestu v rámci kraje. Zbylé přesahující náklady nově hradí věřitel. Zavedení teritoriality (pro případy, kdy je exekuci nutno provádět osobně na místě a nikoli třeba srážkami ze mzdy či přikázáním pohledávky z účtu) také naráží na faktické problémy, když není známo skutečné bydliště povinného, protože trvalý pobyt na obecním úřadě má hlášeno zhruba 35 procent dlužníků a dalších 46 procent se na adrese svého trvalého pobytu fakticky nezdržuje.

## Snahy o zavedení teritoriality v České republice
O zavedení teritoriality v České republice usiluje dlouhodobě Exekutorská komora, protože by podle ní pomohl stabilitě vymáhání práva. Mezi samotnými soudními exekutory myšlenka na určení jejich místní příslušnosti podle toho soudního obvodu (okresního nebo krajského soudu), v němž sídlí jejich úřad, přitom postupně sílila. Zatímco na sněmu Exekutorské komory v roce 2010 bylo pro zavedení teritoriality 47 soudních exekutorů, 14 proti a většina byla nerozhodnuta, v roce 2013 už pro hlasovalo 87 a proti jen 15. Pro podporu myšlenky teritoriality vznikla Platforma za teritorialitu soudních exekutorů, zachování celostátní působnosti naopak prosazovalo sdružení Exekutoři za spravedlivé exekuce. To později ukončilo činnost, aby bylo vzápětí nahrazeno názorovou skupinou Exekutoři proti teritorialitě. Podporu zavedení místní příslušnosti dlouhodobě vyjadřuje i soudní exekutor Martin Štika, který ji považuje za nástroj vedoucí ke stabilizaci systému a spravedlivějšímu rozložení exekuční agendy.
Na parlamentní úrovni první pokus o zavedení místní příslušnosti učinil v roce 2012 senátor Jiří Dienstbier, a to formou senátních pozměňovacích návrhů k návrhu zákona, který již přijala Poslanecká sněmovna. Příslušnost měla být odvozována od obvodu exekučního soudu, tedy od okresní úrovně. Sněmovna je však nepřijala, neboť v některých okresech působí jen jeden nebo žádný exekutor a exekuční služba by se stala pro věřitele nedostupná. V Senátu poté roku 2014 vznikl samostatný návrh zákona, který však již místní příslušnost navazoval na obvody krajských soudů, přičemž kritériem pro určení místní příslušnosti exekutora měl být trvalý pobyt povinného. Ten ovšem také nebyl nakonec přijat. V roce 2018 se pak část senátorů v čele s Miroslavem Nenutilem obrátila na Ústavní soud s návrhem na zrušení části exekučního řádu, protože podle nich je tržní soutěžení soudních exekutorů v rozporu s Ústavou i Listinou základních práv a svobod. Ústavní soud nicméně už v roce 2008 označil exekutory za podnikatele, kteří mají z úspěšné exekuce zisk a ztrátu z neúspěšné exekuce mají nést jako podnikatelské riziko, jenž nelze bezdůvodně přenášet na osobu oprávněnou. Ústavní soud také označil právo oprávněného na volbu exekutora a soutěž za základní principy exekučního řádu.[zdroj?]
Princip teritoriality v roce 2014 odmítl Úřad pro ochranu hospodářské soutěže, neboť vyloučení soutěže podle něj povede ke zdražení a omezení dostupnosti exekuční služby.[zdroj?] Z důvodu popírání zdravé konkurence a omezování věřitelů zavedení teritoriality exekutorů v roce 2017 také odmítla Asociace malých a středních podniků a živnostníků ČR a z těchto důvodů jako zbytečný též Česká asociace věřitelů. Také podle uherskohradišťského advokáta Antonína Blažka by z teritoriality těžili jen exekutoři, ne účastníci řízení. Systém nechce z důvodu stability právního prostředí měnit např. soudce Roman Fiala, naopak podle Daniela Hůleho z organizace Člověk v tísni je třeba české exekuce změnit, protože existuje problém klientelismu mezi věřiteli a exekutory.
Ministerstvo spravedlnosti pod vedením Roberta Pelikána si v roce 2015 nechalo zpracovat analýzu VŠE hodnotící dopady zavedení teritoriality, která vedla k negativním závěrům o možnosti jejího okamžitého zavedení, a vláda Andreje Babiše, ačkoli ve svém programovém prohlášení přislíbila zvážení zavedení teritoriality, v roce 2018 odmítla návrh Pirátské strany na její zavedení odůvodněný nezávislostí a nestranností soudních exekutorů, neboť by to podle ní justici zatížilo nejen finančně, ale odčerpalo by to i jejich rozhodovací kapacitu.
Česká pirátská strana v roce 2018 přesto předložila Poslanecké sněmovně další novelu exekučního řádu, která zavádí princip „jeden dlužník rovná se jeden exekutor v místě bydliště“ – systém krajské místní příslušnosti (sněmovní tisk č. 295). Dne 28. května 2019 bylo v rámci rozpravy prvního čtení tohoto tisku na návrh poslance Dominika Feriho (TOP 09) hlasování přerušeno do té doby, než ministerstvo spravedlnosti předloží svůj vlastní návrh s tím, aby rozprava o obou návrzích byla sloučena. Návrh byl dle sdělení ministryně Benešové předložen v pondělí 3. června do vlády. Vláda ovšem předložila novelu, která je přijímána některými odborníky s rozpaky. Návrhu se říká „Sněhulák“, protože je podle jejich názoru vytvářen nabalováním sněhu a na jaře obvykle roztaje. Model Sněhulák by přiděloval další exekuce povinného podle prvního nejbližšího exekutora, který je současně od 1. 1. 2013 veden v Rejstříku zahájených exekucí. Způsob výběru je podle jeho kritiků složitý a neprůhledný a má obsahovat technické chyby. Pro nové povinné (cca 5 %) by se navíc zakonzervovala celostátní soutěž. Tento systém by tak mohl zachovat současné rozdělení trhu, kdy několik největších úřadů ovládá exekuční trh.

## Teritorialita soudních exekutorů v Evropě
Z 28 států Evropské unie jsou v devíti zemích exekutoři státní zaměstnanci, v 17 zemích jsou exekutoři soukromí podnikatelé. Přibližně v polovině zemí je místní příslušnost omezena na úroveň kraje či okresu. Na vzestupu je rozšiřování územní působnosti exekutorů (Belgie, Nizozemsko, Anglie a Wales, Portugalsko a v neposlední řadě Francie, kde ve velmi krátkém sledu dochází k rozšíření působnosti z okresu na kraj a od roku 2022 dokonce na celostátní působnost[zdroj?]). Ze 17 států se soukromými exekutory je soutěž exekutorů v 15 zemích. Jen ve dvou zemích je exekutor současně podnikatelem s vyloučením soutěže (od roku 2015 v Maďarsku a od roku 2017 na Slovensku).[zdroj?]
Slovensko místní příslušnost soudních exekutorů zavedlo od 1. dubna 2017 (jediným exekučním soudem je zde Okresní soud v Banské Bystrici, jenž pověřuje exekutory náhodně v rámci jednotlivých krajských soudů, v jejichž obvodu sídlí). Přínosy zrušení soutěže na Slovensku však podle přerovského exekutora Lukáše Jíchy ze skupiny Exekutoři proti teritorialitě nenastaly. Počet exekucí se sice na Slovensku snižuje, ale to kvůli tomu, že někteří oprávnění v čele se Sociálnou pojisťovnou Dóvera po zavedení teritoriality nechtějí podávat exekuční návrhy a své pohledávky raději vymáhají soukromou cestou. Celkové počty exekucí jsou ve srovnání s větší Českou republikou zhruba stejné, ale zatímco na Slovensku působí 284 exekutorů, českých je necelých 160. Podle libereckého exekutora Petra Polanského slovenskou situaci také ovlivnila současně zavedená elektronizace celého řízení. Prezident slovenské exekutorské komory Miroslav Paller změnu naopak zhodnotil velmi kladně.
| země                             | princip teritoriality | místní příslušnost                                                          |
| -------------------------------- | --------------------- | --------------------------------------------------------------------------- |
| Albánie                          | Ne                    | působí na území celého státu                                                |
| Belgie                           | Ano                   | příslušnost shodná se soudem 1. stupně                                      |
| Česko                            | Ne                    | působí na území celého státu                                                |
| Dánsko                           | Ano                   | příslušnost shodná se soudem, u něhož působí                                |
| Finsko                           | Ano                   | příslušnost se vztahuje na jedno ze 70 správních území                      |
| Francie                          | Ano                   | příslušnost shodná s okresem, kde sídlí, existují výjimky                   |
| Irsko                            | Ano                   | příslušnost shodná se správní jednotkou (County borough)                    |
| Itálie                           | Ano                   | příslušnost shodná se soudem, v jehož obvodu je exekvovaný majetek          |
| Litva                            | Ano                   | může působit u více než jednoho soudu, pak je příslušnost daná těmito soudy |
| Lotyšsko                         | Ano                   | příslušnost shodná se soudem, kde sídlí                                     |
| Lucembursko                      | Ano                   | příslušnost shodná se soudem, kde sídlí                                     |
| Maďarsko                         | Ano                   | příslušnost shodná s okresem, kde sídlí                                     |
| Německo                          | Ano                   | příslušnost shodná se správními jednotkami                                  |
| Nizozemsko                       | Ne                    | působí na území celého státu                                                |
| Polsko                           | Ano                   | příslušnost shodná s odvolacím soudem podle jejich sídla                    |
| Portugalsko                      | Ano                   | příslušnost shodná s exekučním soudem (lze výjimečně rozšířit)              |
| Rakousko                         | Ano                   | příslušnost shodná se správními jednotkami                                  |
| Řecko                            | Ano                   | příslušnost shodná se soudem 1. stupně                                      |
| San Marino                       | Ano                   | příslušnost shodná se soudem, v jehož obvodu je exekvovaný majetek          |
| Slovensko                        | Ano                   | příslušnost shodná s krajským soudem podle jejich sídla                     |
| Spojené království (bez Skotska) | Ano                   | příslušnost shodná se soudem hrabství (County Court)                        |
| Skotsko                          | Ano                   | příslušnost shodná s okresem, kde sídlí                                     |
| Španělsko                        | Ano                   | příslušnost shodná se správními jednotkami, kde sídlí (existují výjimky)    |
| Švédsko                          | Ano                   | příslušnost je rozdělena do pěti regionů                                    |